# バーチャストライカー
バーチャストライカー（Virtua Striker）は、セガが1994年に業務用として発表されたサッカーゲームシリーズである。
本格的3Dグラフィックを使った初のスポーツゲームとして大ヒット作品となった。乱入対戦も可能で、シリーズを重ねながらロングヒットとなっている。ショートパス、ロングパス、シュートの3ボタンのみを主に使用する操作の単純さ（「バーチャストライカー4」では大幅に変更）と、アーケードゲームとしての性質上攻守の切り替えが早く、シュート機会が多いことが特徴である。また、センタリングからの得点可能性が高いことも特徴である。
2004年発表の『バーチャストライカー4』では、ネットワークに対応。専用ICカードに自分の戦績を記録することができるほか、オンラインサービス「VS.NET」を利用して詳細なチーム編成やユニフォームのカスタマイズ等も行えた。ネットワーク関連のサービスは2007年11月30日18時をもってすべて終了した（2007年9月28日告知）。

## アーケード版作品リスト
- バーチャストライカー（1994年）

開発はAM2研。システム基板はバーチャファイター2と同じMODEL2を採用。当時の時代状況としては1993年セガが世界初の3D格闘ゲーム、『バーチャファイター』をリリースし。またJリーグが発足した。また1994年は、「ドーハの悲劇」として知られるアメリカワールドカップ地区最終予選が行われていた年であり、ワールドカップに対する国内の認知度が急速に高まっていた。本作は「世界初の3DCGサッカーゲーム」とうたわれているが、フィールド上の選手全員がフルポリゴンで描画されるという機軸は、当時としても画期的であった。
- バーチャストライカー2（1997年）

MODEL3基板を採用し、表現力が向上した。「オフェンシブ」「ノーマル」「ディフェンシブ」の3つのチーム戦術を、スタートボタンにより切り替え可能。また企業とのタイアップ広告も出現。
- バーチャストライカー2 バージョン '98（1998年）
- バーチャストライカー2 バージョン '99（バグ対策版の'99.1が後にリリース）（1998年）

ver.98からver.99へはマイナーアップデートであったが、ゴール前で多数の選手が表示される際などにいわゆる「画面落ち」が多くなり、全般的に描画処理は重くなった。またキックオフ開始直後、特定の場所でロングシュートを打つと簡単に決まってしまうというバグを解消するため、99.1ではボールに対するプレスが一層厳しくなり、結果として素早い判断とパスサッカーの重視が求められる作品となった。
- バーチャストライカー2 バージョン 2000（1999年）

セガのコンシューマーゲーム機であるドリームキャストへの移植を見越し、NAOMI基板を採用。
- バーチャストライカー3（2001年）

システム基板にNAOMI2を採用。グラフィックのパワーアップに加え、選手の基本モーションが大幅向上された。32カ国2001年2月当時のデータをゲームに反映している。日本代表のユニフォームも2001年の新デザインが反映された。また本作から審判が登場し、ファールに対してカードを出し、退場処分を下すようになった。ルール面では更に、オフサイド判定が追加される。基板設定画面よりハーフタイムの有無、VゴールやPK戦の導入を選択可能。
- バーチャストライカー2002（2002年）

日韓W杯開催年に発表された本作には、ゲームキューブへの移植を見据えてトライフォース基板が採用された。選手に体力の概念が付加される。また、実名ではないものの操作選手の名前が表示されるようになった。(日本代表のみ実名)一試合を前半・後半に分割し、ハーフタイムには選手交代が可能。
- バーチャストライカー4（2004年）

トライフォース基板でのリリース。36カ国1044名の収録、日本代表選手は個人のパラメータを設定し詳細まで再現。主なシステム変更としては、これまでの3ボタンに加え、「ダッシュ」ボタンが追加。また新たに3つの「戦術ボタン」が加わり、VS.NETと連動させることにより、「右サイドアタック」「オフサイドトラップ」などの高度な戦術を割り当てる事が出来るようになった。大部分の選手が実名で登場する。
- バーチャストライカー4 Ver.2006（2006年）

マイナーチェンジ版。COMのAIアルゴリズムを一新させ、操作していない選手の基本思考も改善。よりリアリティが増した。VS.NET上に自分のプレイデータを送信し、ゴーストチームとして対戦させることが可能になった。

## コンシューマーゲーム用リリース推移
セガより発売。
- バーチャストライカー2 Ver.2000.1（1999年12月2日ドリームキャスト）

アーケード版『バーチャストライカー2 バージョン 2000』のドリームキャスト移植版。コンシューマーゲームとしてはシリーズ第一弾。
- バーチャストライカー3 Ver.2002（2002年2月14日、ニンテンドー ゲームキューブ）

『バーチャストライカー2002』のゲームキューブへの移植版。『サカつく』風の育成モードが付属。
- バーチャストライカー（2013年2月13日、PlayStation 3・Xbox 360）

MODEL2コレクションとして約18年振りの移植。ダウンロード専用として配信。オンライン対戦にも対応。レイティングはCERO：A（全年齢対象）。

## ゲストキャラクター
- 『バーチャストライカー2 Ver.2000.1』からは『ソニック・ザ・ファイターズ』のビーンが登場。
- 『バーチャストライカー3 Ver.2002』は『ソニックシリーズ』からソニック、テイルス、ナックルズ、エミー、ドクター・エッグマン、チャオが登場する。